# Cantone di Montlouis-sur-Loire
Il Cantone di Montlouis-sur-Loire è una divisione amministrativa dell'arrondissement di Tours.
A seguito della riforma approvata con decreto del 18 febbraio 2014, che ha avuto attuazione dopo le elezioni dipartimentali del 2015, è passato da 4 a 5 comuni.

## Composizione
I 4 comuni facenti parte prima della riforma del 2014 erano:
- Larçay
- Montlouis-sur-Loire
- Véretz
- La Ville-aux-Dames

Dal 2015 i comuni appartenenti al cantone sono i seguenti 5:
- Chambray-lès-Tours
- Larçay
- Montlouis-sur-Loire
- Véretz
- La Ville-aux-Dames